# Xylota
Genre
Xylota est un genre d'insectes diptères de la famille des Syrphidae.

## Description
Ces mouches sont de taille petite à grande, de 5,5 à 12 mm, avec un thorax bronze-noir, un abdomen avec des tergites noirs à taches jaunes, rougeâtres, ou grises. 

## Écologie
Les larves se développent dans le bois humide pourrissant. 

## Liste des espèces
Selon Catalogue of Life (4 décembre 2017) :
- Xylota abiens Meigen, 1822
- Xylota abosa Seguy, 1948
- Xylota aeneimaculata Meijere, 1908
- Xylota amaculata Yang & Cheng, 1998
- Xylota amylostigma Yang & Cheng, 1998
- Xylota analis Williston, 1887
- Xylota angustata Hippa, 1978
- Xylota angustiventris Loew, 1866
- Xylota annulifera Bigot, 1884
- Xylota argoi Shannon, 1926
- Xylota armipes (Sack, 1922)
- Xylota atricoloris Mutin, 1987
- Xylota atroparva Hippa, 1974
- Xylota auronitens Brunetti, 1908
- Xylota azurea (Fluke, 1953)
- Xylota barbata Loew, 1864
- Xylota bicincta (Szilady, 1940)
- Xylota bicolor Loew, 1864
- Xylota bimaculata (Shiraki, 1930)
- Xylota bistriata Brunetti, 1915
- Xylota boninensis Shiraki, 1963
- Xylota brachygaster Williston, 1892
- Xylota brachypalpoides (Shiraki, 1930)
- Xylota brunettii Curran, 1928
- Xylota brunnipes Shiraki, 1968
- Xylota caeruleiventris Zetterstedt, 1838
- Xylota caerulifrons Bigot, 1884
- Xylota carbonaria Brunetti, 1923
- Xylota chalcopyga Hippa, 1978
- Xylota coeruleopicta Hippa, 1978
- Xylota conformis Walker, 1857
- Xylota confusa Shannon, 1926
- Xylota coquilletti Herve-Bazin, 1914
- Xylota crispichaeta (He & Chu, 1992)
- Xylota cupreiventris Brunetti, 1923
- Xylota cuprina Bigot, 1885
- Xylota cupripurpura Huo, Zhang & Zheng, 2004
- Xylota discolor (Hippa, 1985)
- Xylota dives (Brunetti, 1908)
- Xylota dolini (Kassebeer, 2000)
- Xylota ejuncida Say, 1824
- Xylota ferratus (Hippa, 1985)
- Xylota filipjevi (Stackelberg, 1952)
- Xylota flavifacies (Shiraki, 1930)
- Xylota flavifrons Walker, 1849
- Xylota flavipes (Sack, 1927)
- Xylota flavitarsis Macquart, 1846
- Xylota flavitibia Bigot, 1884
- Xylota florum (Fabricius, 1805)
- Xylota flukei (Curran, 1941)
- Xylota fo Hull, 1944
- Xylota formosana Matsumura, 1916
- Xylota frontalis (Shiraki & Edashige, 1953)
- Xylota furcata Hippa, 1982
- Xylota hancocki Curran, 1927
- Xylota heinrichi (Hippa, 1986)
- Xylota hinei (Curran, 1941)
- Xylota hisamatsui (Shiraki & Edashige, 1953)
- Xylota honghe Huo, Zhang & Zheng, 2004
- Xylota ignava (Panzer, 1798)
- Xylota impensa He & Zhang, 1997
- Xylota iriana Hippa, 1978
- Xylota isokoae Shiraki, 1968
- Xylota lapsa Mutin, 1993
- Xylota lea Hippa, 1978
- Xylota lenta Meigen, 1822
- Xylota lovetti Curran, 1925
- Xylota maculabstrusa Yang & Cheng, 1998
- Xylota makiana (Shiraki, 1930)
- Xylota meigeniana Stackelberg, 1964
- Xylota micrura (Curran, 1941)
- Xylota mimica (Hull, 1941)
- Xylota morna Curran, 1931
- Xylota naknek Shannon, 1926
- Xylota nartshukae Bagatshanova, 1984
- Xylota neavei (Hippa, 1978)
- Xylota nebulosa Johnson, 1921
- Xylota nigrabdomenis Huo, Zhang & Zheng, 2004
- Xylota nigroaenescens Rondani, 1875
- Xylota nitidula (Fluke, 1939)
- Xylota novaeguineae Hippa, 1978
- Xylota nursei Brunetti, 1923
- Xylota ouelleti (Curran, 1941)
- Xylota pectinatus (Hippa, 1985)
- Xylota pendleburyi Curran, 1928
- Xylota penicillata Brunetti, 1923
- Xylota perarmata Hippa, 1985
- Xylota perniger (Hippa, 1985)
- Xylota philippinica Mutin & Gilbert, 1999
- Xylota pilosus (Hippa, 1985)
- Xylota planiformis (Hull, 1941)
- Xylota plumipes (Hippa, 1985)
- Xylota processifera Hippa, 1978
- Xylota protrudens (Hippa, 1985)
- Xylota pseudoignava Mutin, 1984
- Xylota puella Becker, 1921
- Xylota quadrimaculata Loew, 1866
- Xylota rufiseta Hippa, 1982
- Xylota satyrus (Keiser, 1971)
- Xylota scutellarmata Lovett, 1919
- Xylota segnis (Linnaeus, 1758)
- Xylota semulater (Harris, 1780)
- Xylota setigera Hippa, 1982
- Xylota setosa (Keiser, 1971)
- Xylota sibirica Loew, 1871
- Xylota sichotana Mutin, 1985
- Xylota silvicola Mutin, 1987
- Xylota simplex (Shiraki, 1930)
- Xylota spinipes Curran, 1928
- Xylota splendens Shiraki, 1968
- Xylota spurivulgaris Yang & Cheng, 1998
- Xylota stenogaster Williston, 1892
- Xylota steyskali Thompson, 1975
- Xylota stylata Hull, 1944
- Xylota subfasciata Loew, 1866
- Xylota suecica (Ringdahl, 1943)
- Xylota sylvarum (Linnaeus, 1758)
- Xylota taibaishanensis He & Chu, 1997
- Xylota talyshensis Hauser, 1998
- Xylota tarda Meigen, 1822
- Xylota tenulonga Yang & Cheng, 1998
- Xylota triangularis Zetterstedt, 1838
- Xylota tridens (Hippa, 1985)
- Xylota tuberculata (Curran, 1941)
- Xylota uluguruensis Hippa, 1978
- Xylota umbrosa Violovitsh, 1975
- Xylota unica Violovitsh, 1977
- Xylota violaceus (Hippa, 1985)
- Xylota vulcana (Hippa, 1978)
- Xylota vulgaris Chang & Yang, 1993
- Xylota willistoni (Goot, 1964)
- Xylota xanthocnema Collin, 1939
- Xylota zeya Mutin & Gilbert, 1999

Selon ITIS (4 décembre 2017) :
- Xylota analis Williston, 1887
- Xylota angustiventris Loew, 1866
- Xylota annulifera Bigot, 1884
- Xylota argoi Shannon, 1926
- Xylota azurea (Fluke, 1953)
- Xylota barbata (Loew, 1864)
- Xylota bicolor Loew, 1864
- Xylota caerulifrons Bigot, 1884
- Xylota confusa Shannon, 1926
- Xylota ejuncida Say, 1824
- Xylota flavifrons Walker, 1849
- Xylota flavitibia Bigot, 1884
- Xylota flukei (Curran, 1941)
- Xylota hinei (Curran, 1941)
- Xylota lovetti Curran, 1925
- Xylota micrura (Curran, 1941)
- Xylota naknek Shannon, 1926
- Xylota nebulosa Johnson, 1921
- Xylota ouelleti (Curran, 1941)
- Xylota quadrimaculata Loew, 1866
- Xylota rainieri Shannon, 1926
- Xylota scutellarmata Lovett, 1919
- Xylota segnis (Linnaeus, 1758)
- Xylota stigmatipennis Lovett, 1919
- Xylota subfasciata Loew, 1866
- Xylota tuberculata (Curran, 1941)

Selon NCBI (4 décembre 2017) :
- Xylota angustiventris
- Xylota annulifera
- Xylota azurea
- Xylota barbata
- Xylota bicolor
- Xylota confusa
- Xylota flavifrons
- Xylota florum
- Xylota flukei
- Xylota ignava
- Xylota jakutorum
- Xylota meigeniana
- Xylota ouelleti
- Xylota pseudoignava
- Xylota quadrimaculata
- Xylota satyrus
- Xylota segnis
- Xylota subfasciata
- Xylota sylvarum
- Xylota tarda
- Xylota triangularis
- Xylota xanthocnema